# Rue de la Paix (Nancy)
Pour les articles homonymes, voir Rue de la Paix.
La rue de la Paix est une voie de la commune de Nancy, dans le département de Meurthe-et-Moselle, en région Lorraine.

## Situation et accès
Au sein du territoire communal de la ville de Nancy, la rue de la Paix se place à sa périphérie sud-ouest, au sein du quartier Haussonville - Blandan - Donop. L'extrémité méridionale de la voie est limitrophe de la commune de Villers-lès-Nancy.
La rue traverse du nord-est au sud-ouest le quartier de la Chiennerie en joignant le boulevard d'Haussonville au “Rond Point des Familles” avec un sens unique de circulation automobile en zone 30. Une impasse qui porte son nom dessert le groupe d'habitations du no 29 au no 43.
Des aménagements cyclables (bande cyclable dans le sens de circulation, trottoir cyclable puis bande cyclable dans le sens inverse) permettent de relier le campus Sciences de Vandœuvre et le centre-ville.
La station du réseau Stan la plus proche est l'arrêt “Avenue de Brabois” de la ligne du Bus no 10.
Elle croise les rues d'Amance, d'Épinal, de Vittel et de Roubaix.

## Historique
Ancienne rue particulière ouverte en 1929-1931, dans le lotissement de la Chiennerie à l'emplacement du chenil où l'on élevait au XVIIIe siècle des chiens pour les ducs de Lorraine.
Ce lotissement est, à l'origine, une cité-jardin.
La rue de la Paix est dénommée à sa création et classée en 1961.

## Bâtiments remarquables et lieux de mémoire
La mairie de Quartier Haussonville se situe au Rond Point des Familles dénommé “Place de l'Abbé Pierre (1912-2007), Fondateur des compagnons d'Emmaüs, Résistant et ancien député”.

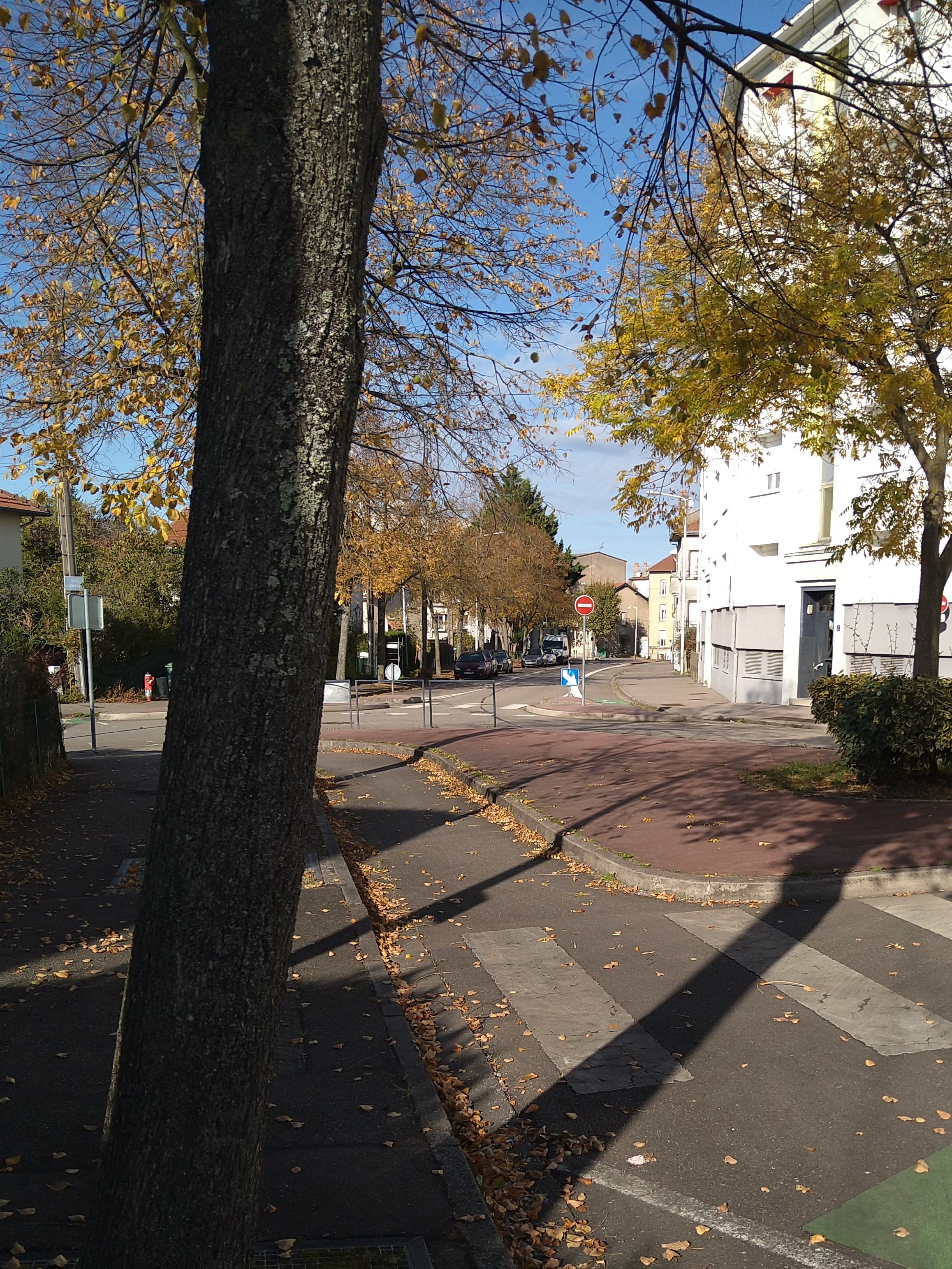
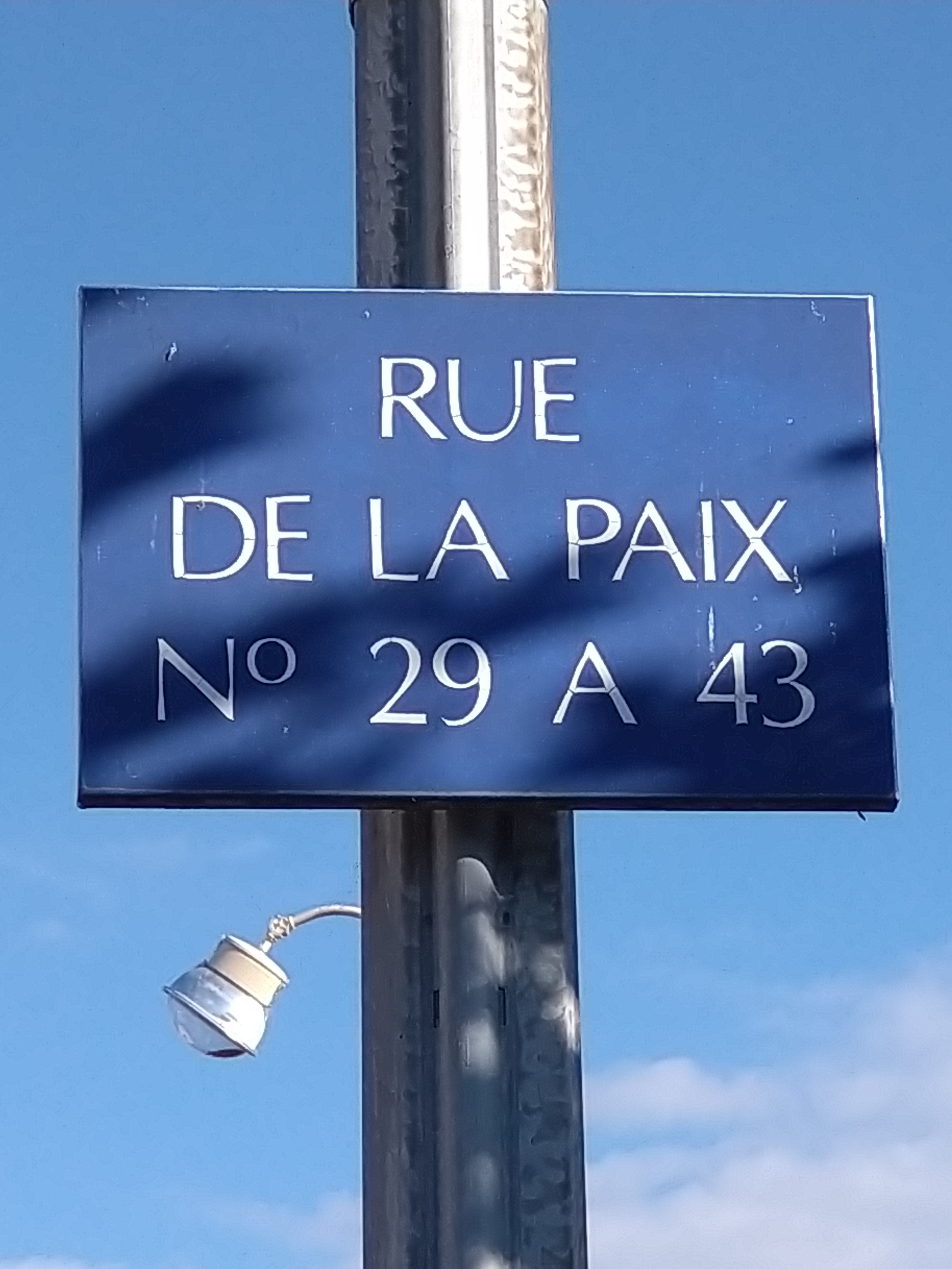
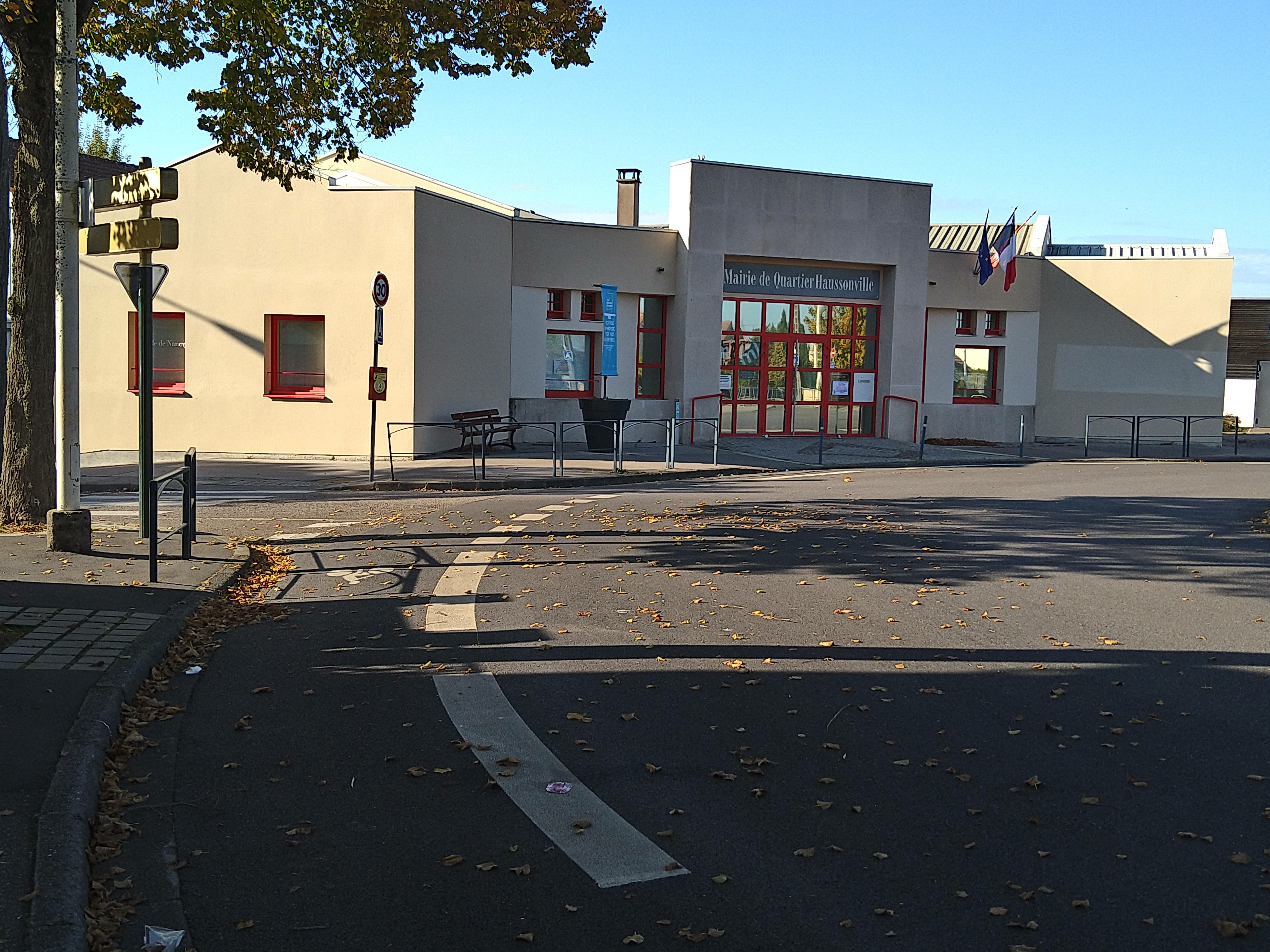
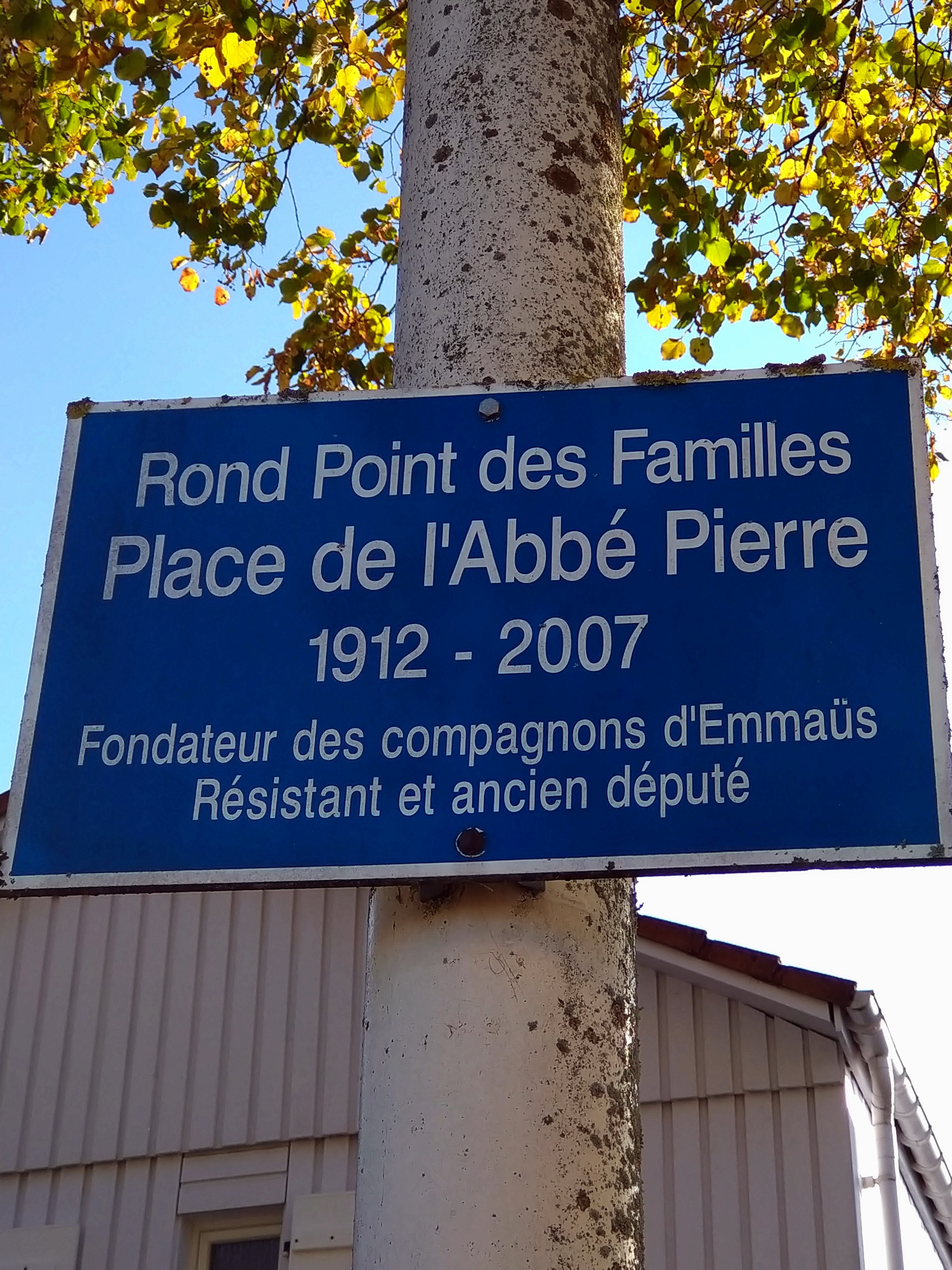
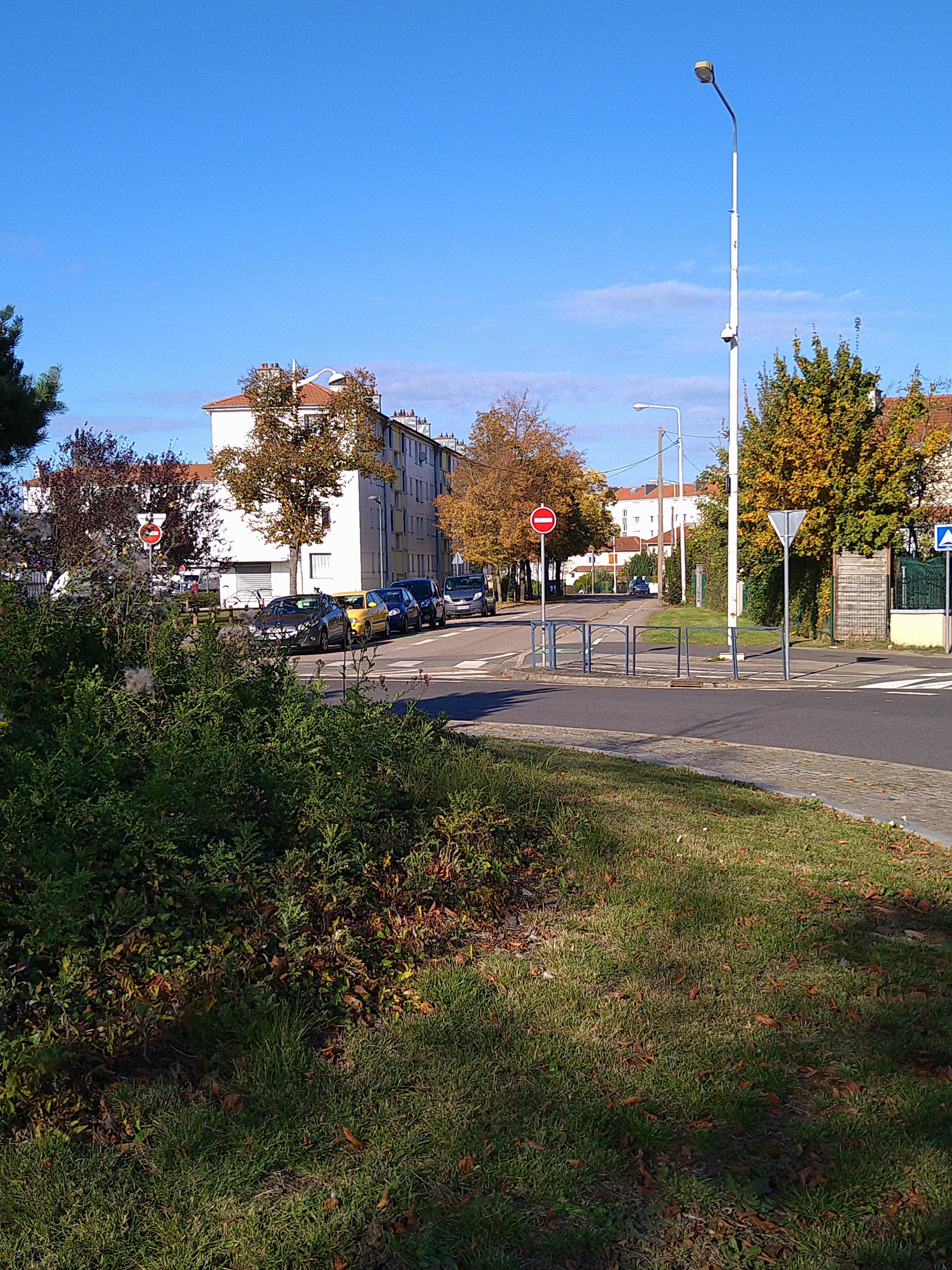